# Filipijnse Plaat

De Filipijnse plaat in het rood, aan de linkerkant

De Filipijnse Plaat is een tektonische plaat onder de Grote Oceaan ten oosten van de Filipijnen.
De oostzijde is een convergente plaatgrens. Hier duikt de Pacifische Plaat onder de Filipijnse Plaat bij de Marianentrog. In het westen grenst de Filipijnse Plaat aan de Euraziatische Plaat, in het zuiden aan de Australische Plaat en in het noorden aan de Noord-Amerikaanse Plaat.